# Исток (приток Актая)
Исток — река в России, протекает по Свердловской области. Устье реки находится в 51 км по левому берегу реки Актай. Длина реки составляет 16 км.

## Данные водного реестра
По данным государственного водного реестра России относится к Иртышскому бассейновому округу, водохозяйственный участок реки — Тура от истока до впадения реки Тагил, речной подбассейн реки — Тобол. Речной бассейн реки — Иртыш.
Код объекта в государственном водном реестре — 14010501212111200004671.